# Liste der Rabbiner in Frankfurt (Oder)
In der Liste der Rabbiner in Frankfurt (Oder) sind die bekannten Rabbiner der Stadt Frankfurt (Oder) aufgeführt. Vor dem Namen steht die Amtszeit und nach dem Namen die Lebensdaten.
Von 1840 bis 1934 war die jüdische Gemeinde in Frankfurt (Oder) in eine orthodoxe und eine reformierte Gemeinde gespalten.
- ?–?: Aron Levi Heller (gest. 1693)
- ?–?: Moses Levi Heller (gest.1702)
- ?–?: Aron ben Isaac dem Gaon (gest. zwischen dem 25. Juli und 23. August 1721)
- ?–?: Davin ben Löser Kaunitz (gest. 5. April 1777)
- 1768–1780: Saul Berlin (1740–1794)
- 1781–1782: Josef Theomim (1727–1792)
- ?–1791: Mendel von Podheiz (auch Mendel von Podeitz, abgeleitet von Pidhajzi; gest. 20. Dezember 1791)
- nach 1793–?: Wolf ben Salomon-Salman (auch: Zeev-Wolf ben Salomon-Salman; gest. vor 1804)
- 1794–1808: Naphtali Hirsch Katzenellenbogen (1750–1823)
- 1805–1811: Jehuda Lejb Margaliot (auch: Jechiel Löb Margolis, Löb Margulies, Lewin Ascher, Lewin Ascher Perel; 1747–14. Juni 1811)
- 1821–1836: Hirsch Baschwitz (?–1837)
- 1820?–1835?: Joseph Labaszynski (auch: Joseph Labaschinski; Messerabbiner; 1802–1894)
- 1836–1840: Samuel Holdheim (1806–1860)
- ?–?: Mordechai ben Josua Rosenberg aus Szklów (gest. 22. November 1848)
- 1843–1848?: Jakob Jaffé (gest. 1848?)
- 5. August 1845–1848: Josef Isaacsohn (1811–1885)
- 1848?–1857?: Heimann Jaffé (1826–1883)
- 1848–1851: Ludwig Lewysohn (1819–1901)
- 1850–1853: Baruch-Isaak Lipschütz (auch: Isidor Lüpschütz, Isidor Liepschütz; 1812–1877)
- 19. Januar 1862–?: Moses Löwenmeyer (auch: Maier Löwenmayer, Moses Löwenmeier; 23. September 1823–17. Februar 1893)
- 1893: Armand Kaminka (1866–1950)
- 1897–1903: Samson Hochfeld (1871–1921)
- nach 1906–1908: Judah Bergmann (1874–1954)
- 1910–1925: Martin Salomonski (1881–1944)
- ? – ?: Grün
- 1928–1936: Ignaz Maybaum (1897–1976)
- 1936–1939: Curtis Cassel (auch Kurt Kassell, Kurt Kasel, 1912–1998)